# Bunodophoron australe
Bunodophoron australe är en lavart som först beskrevs av Laurer, och fick sitt nu gällande namn av A. Massal. Bunodophoron australe ingår i släktet Bunodophoron och familjen Sphaerophoraceae.   Inga underarter finns listade i Catalogue of Life.